# Mogielica (dopływ Kamienicy)
Mogielica lub Mogieliczny – potok, lewostronny dopływ Kamienicy o długości 2,94 km.
Potok spływa z południowych stoków Mogielicy. Najwyższe źródła ma na wysokości około 980 m n.p.m. Ma dwa źródłowe cieki; południowo-zachodni i południowo-wschodni. Od miejsca ich połączenia się potok Mogielica spływa wprost na południe, po drodze zasilany jest jeszcze przez lewobrzeżny potok spływający z Wyrębisk Szczawskich na górze Hala. Uchodzi do Kamienicy na wysokości około 565 w Szczawie, na osiedlu Koszarki. Tuż przy jego ujściu znajduje się most przez Kamienicę, a za nim droga leśna, która początkowo prowadzi wzdłuż potoku Mogielica, a następnie rozwidla się. Trakt na lewo przekracza mostem potok Mogielica i pnąc się serpentynami dochodzi na przełęcz pomiędzy Mogielicą a Krzystonowem, trakt w prawo (na wschód) stokami Hali wyprowadza na południowo-wschodnią grań Mogielicy, w okolicy krzyża partyzanckiego.
Górna część koryta Mogielicznego Potoku tworzy granicę między wsiami Półrzeczki i Słopnice, dolna część znajduje się we wsi Szczawa. Z północnych stoków góry Mogielicy, w miejscowości Słopnice, spływa jeszcze inny potok o nazwie Mogielica. Jest on dopływem rzeki Słopniczanki.